# Ballo di fine anno
Il ballo di fine anno, noto anche con il nome anglosassone prom, è una festa che celebra la fine dell'anno scolastico o del ciclo di studi di istruzione secondaria superiore.

## Cerimonie nel mondo

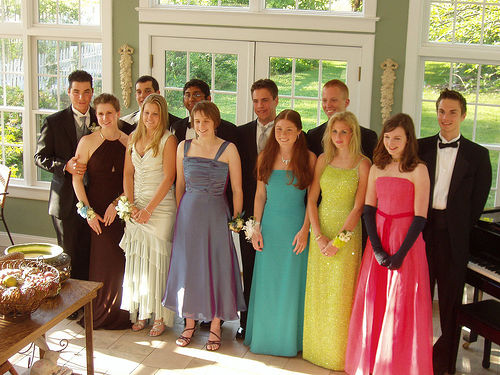
Una tipica riunione prima del prom: i ragazzi in abito scuro e le ragazze in abito da sera.

- Negli Stati Uniti al termine di ogni anno scolastico, dagli anni '20 del XX secolo, viene organizzato un prom (contrazione del termine ottocentesco promenade), ossia un ballo di gala. Talvolta vengono eletti un Re e una Regina del ballo.[2] Il termine prom è di solito associato con i "Junior" (alunni del terzo anno di scuola superiore), mentre un "ball" viene organizzato per i "Senior" (quarto ed ultimo anno di scuola).[3]
- Altri paesi anglosassoni hanno manifestazioni simili al prom americano: in Gran Bretagna il ballo di fine anno è chiamato Leavers' Ball,[4] in Australia Leavers' Do (espressione informale per Leavers' Dinner, cena dei maturandi), mentre in Canada è conosciuto come Grad (contrazione di graduation) o Formal.
- In Svezia questa manifestazione è conosciuta come studentbalen, ossia ballo studentesco, organizzato durante le settimane che precedono il diploma del triennio di scuola superiore (gymnasieskola) e può essere alquanto formale, anche se l'evento cambia molto da scuola a scuola.
- In Irlanda è conosciuto come debs (abbreviazione di debutante ball) o grads (nelle scuole maschili).
- In Italia nelle accademie militari è diffusa dall'Ottocento la tradizione del Mak P.[5][6]
- In Germania l’Abifeier o Abi Parties viene organizzato al termine del Gymnasium. L'esame conclusivo del Gymansium è infatti l’Abitur (da qui la prima parte del nome), mentre il Feier è un ballo o un qualsiasi evento formale.
- In Sudafrica l'equivalente del Mak P è la Matric Dance, che viene organizzata nell'ultimo anno di scuole superiori (matriculation year, da cui il nome).Uno dei primi prom in assoluto degli Stati Uniti, nel 1928

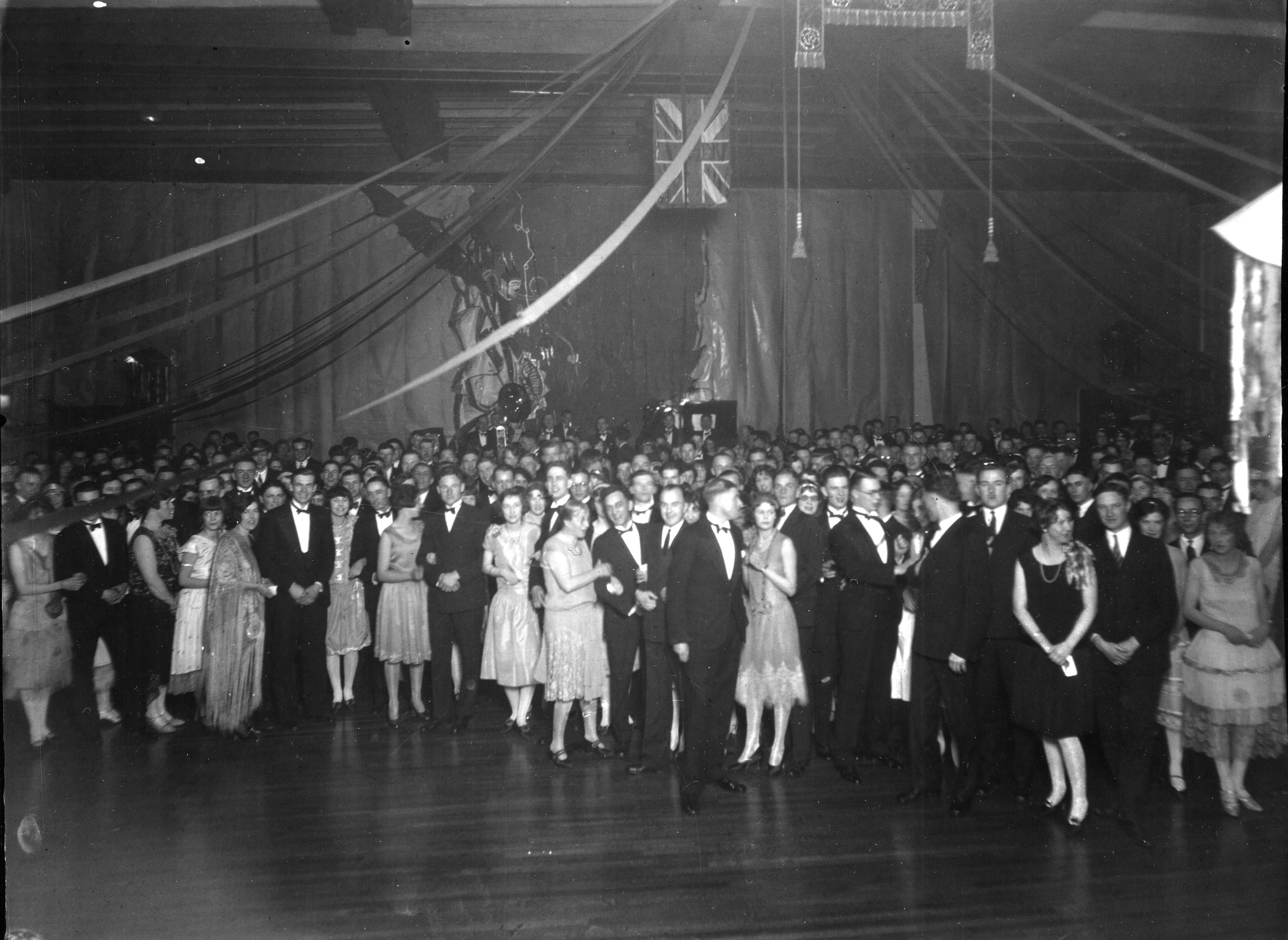
Uno dei primi prom in assoluto degli Stati Uniti, nel 1928

- In Pakistan l'equivalente è una cena che si organizza in college, al termine dell'anno accademico.
- In India l'equivalente è l’Annual Day o Sports Day, durante il quale vengono organizzati molti eventi come commedie, balli e cerimonie di premiazione per gli studenti che hanno totalizzato i voti più alti nelle rispettive materie.[7]
- In Slovenia l'equivalente si chiama maturantski ples e viene organizzato dopo il diploma. Gli studenti possono portare al ballo le fidanzate e i familiari: tradizione vuole che ciascuno studente conceda il primo ballo della serata al genitore di sesso opposto.
- In Turchia l'equivalente è chiamato Graduation Ball. Il tipo di manifestazione e la sua organizzazione sono a completa discrezione dell'autorità scolastica.

## Nella cultura di massa
Sono molteplici i film e serie TV, specialmente di produzione statunitense, contenenti delle rappresentazioni di PROM, che è anche attraverso questi prodotti per il cinema e la televisione è riuscito ad acquisire popolarità in tutto il mondo. Ne sono alcuni esempi:
- Best Foot Forward
- Così sono le donne
- Carrie - Lo sguardo di Satana
- Grease (Brillantina)
- Danze dall'inferno
- Footloose
- Ritorno al Futuro
- Voglia di vincere
- Bella in rosa
- Fantasma per amore
- 10 cose che odio di te
- American Pie
- Drive Me Crazy
- Amiche cattive
- Mai stata baciata
- Kiss me
- Queer as Folk
- Carrie
- Mean Girls
- Sky High
- Twilight
- High School Musical 3: Senior Year
- Gossip Girl
- Miss Marzo
- Cabin Fever 2: Il contagio
- Programma protezione principesse
- Hannah Montana
- Teen Spirit - Un ballo per il paradiso
- Best Player
- I quattro della scuola di polizia
- Lo sguardo di Satana - Carrie
- Piccoli brividi
- Pretty Little Liars
- F the Prom
- Spider-Man: Homecoming
- Élite
- Riverdale
- The Kissing Booth
- Giù le mani dalle nostre figlie
- Euphoria
- The Prom
- Prom Pact